# Joseba Albizu
Joseba Albizu Lisazo (Azpeitia, 6 juli 1978) is een Spaans voormalig wielrenner. Op 24 oktober 2004 was hij betrokken bij een dodelijk verkeersongeval waarbij zijn vriend en eveneens wielrenner Jokin Ormaetxea het leven liet. Joseba kwam ervanaf met gebroken ribben en een doorboorde long.

## Belangrijkste overwinningen
2003
- Ronde van Friuli

2005
- Bergklassement Euskal Bizikleta

## Resultaten in voornaamste wedstrijden
| Jaar | Ronde van Italië | Ronde van Frankrijk | Ronde van Spanje |
| ---- | ---------------- | ------------------- | ---------------- |
| 2003 |                  |                     |                  |
| 2004 |                  |                     | opgave           |
| 2006 |                  |                     |                  |

| Jaar | Milaan-San Remo | Amstel Gold Race | Luik-Bast.‑Luik | Waalse Pijl | Bretagne Classic |
| ---- | --------------- | ---------------- | --------------- | ----------- | ---------------- |
| 2003 |                 |                  |                 |             | 7e               |
| 2004 |                 |                  | 104e            | 96e         |                  |
| 2006 | 134e            | 99e              |                 | 52e         | 28e              |